# El Ancón, San Luis Potosí
El Ancón är en ort i Mexiko.   Den ligger i kommunen San Luis Potosí och delstaten San Luis Potosí, i den centrala delen av landet, 400 km nordväst om huvudstaden Mexico City. El Ancón ligger 1 720 meter över havet och antalet invånare är 114.
Terrängen runt El Ancón är platt åt nordost, men åt sydväst är den kuperad. Runt El Ancón är det tätbefolkat, med 591 invånare per kvadratkilometer. Närmaste större samhälle är Ahualulco, 18,9 km sydväst om El Ancón. Omgivningarna runt El Ancón är i huvudsak ett öppet busklandskap.